# Roddam Narasimha
Roddam Narasimha (20 de julio de 1933-14 de diciembre de 2020) fue un científico aeroespacial y dinámico de fluidos indio. Fue profesor de Ingeniería Aeroespacial en el Instituto Indio de Ciencias (1962–1999), director de los Laboratorios Aeroespaciales Nacionales (1984–1993) y presidente de la Unidad de Mecánica de Ingeniería en el Centro Jawaharlal Nehru de Investigación Científica Avanzada (JNCASR, 2000). –2014). Fue profesor de la cátedra DST Year-of-Science en JNCASR y, al mismo tiempo, ocupó la cátedra Pratt & Whitney de ciencia e ingeniería en la Universidad de Hyderabad . Narasimha recibió el Padma Vibhushan, el segundo premio civil más alto de la India, en 2013. por sus contribuciones al avance de la tecnología aeroespacial de la India.

## Primeros años y educación
Narasimha nació el 20 de julio de 1933. Nació en una familia telugu cuyos orígenes se remontan a Roddam, un pueblo en el distrito de Anantapur de Andhra Pradesh. Su padre, RL Narasimhaiah, fue profesor de física en el Colegio Central de Bangalore y también fue un escritor científico en idioma kannada.
Narasimha completó su educación en Acharya Pathasala en el barrio Gandhi Bazaar de Bangalore. Obtuvo su título de posgrado en ingeniería mecánica de la Facultad de Ingeniería de la Universidad Visvesvaraya en Bangalore, que estaba afiliada a la Universidad de Mysore . Durante este tiempo visitó el Instituto Tata (ahora conocido como el Instituto Indio de Ciencias), donde el avión Spitfire exhibido en el departamento aeronáutico captó su interés. Después de graduarse en 1953, mientras su familia lo alentaba a aceptar un trabajo en Indian Railways o en Burmah Shell, se unió al Instituto Indio de Ciencias en Bangalore para obtener su maestría en ingeniería, que completó en 1955. Durante este tiempo trabajó con Satish Dhawan, quien más tarde presidió la Organización de Investigación Espacial India . Luego fue a los Estados Unidos para completar su doctorado en 1961 con Hans Liepmann en el Instituto de Tecnología de California .

## Carrera
Narasimha comenzó su carrera de investigación en Caltech, trabajando en el problema de la reducción del ruido de los motores a reacción . Después del lanzamiento del Sputnik ruso y el interés resultante en los programas espaciales, cambió su enfoque a la dinámica de fluidos y gases enrarecidos, trabajando con Hans W. Liepmann . Continuó esta investigación en el Laboratorio de Propulsión a Chorro de la NASA, donde pasó a estudiar la aerodinámica y los flujos supersónicos para comprender mejor la estructura de las ondas de choque. Durante este tiempo, trabajó en una de las primeras computadoras de la agencia espacial.
Regresó a India en 1962 y se unió al Instituto Indio de Ciencias como profesor en su departamento de ingeniería aeronáutica (1962–1999), donde continuó su investigación en dinámica de fluidos, estudiando el flujo turbulento y la relaminarización, incluido el estudio del flujo de fluidos a partir de fluidos turbulentos. (caótico) a formas laminares (simplificadas). En 1970, fue miembro del equipo de investigación dirigido por Satish Dhawan que estudió la aeronavegabilidad del Avro 748 de Indian Airlines.
Fue profesor distinguido en el Instituto Indio de Ciencias (1994–1999), Director de los Laboratorios Aeroespaciales Nacionales (1984–1993), Director del Instituto Nacional de Estudios Avanzados (1997–2004) y presidente de la Unidad de Ingeniería Mecánica en el Centro Jawaharlal Nehru de Investigación Científica Avanzada (JNCASR), Bangalore (2000–2014). Fue profesor de la cátedra DST Year-of-Science en JNCASR y también ocupó la cátedra Pratt & Whitney de ciencia e ingeniería en la Universidad de Hyderabad. También fue miembro visitante de la facultad en universidades internacionales, incluidas la Universidad de Bruselas, Caltech, la Universidad de Cambridge, el Centro de Investigación Langley, la Universidad de Strathclyde y la Universidad de Adelaida. Sirvió en el consejo asesor científico del ex primer ministro Rajiv Gandhi. <
Durante su tiempo en los Laboratorios Aeroespaciales Nacionales, Narasimha lideró la iniciativa de investigación en computación paralela. Sus esfuerzos conducen a la primera computadora paralela en la India y al desarrollo de un código para la predicción del clima de las regiones tropicales. También fue miembro contribuyente del equipo que diseñó el avión de combate ligero.
A lo largo de su carrera académica de seis décadas, ha realizado contribuciones significativas a la dinámica de fluidos fundamental y aplicada. En el Instituto Indio de Ciencias, su investigación incluyó el fenómeno de "estallido" en una capa límite turbulenta, vibración no lineal de una cuerda elástica, equilibrio y relajación en estelas turbulentas, relaminarización, inestabilidad hidrodinámica, chorros de pared y el estudio de las nubes como chorros volumétricamente calentados. En la Unidad de Ingeniería Mecánica del Centro Jawaharlal Nehru para la Investigación Científica Avanzada, Narasimha continuó su investigación sobre la dinámica de fluidos de las nubes mediante experimentos de laboratorio y simulaciones numéricas. También estudió álabes de turbinas de gas, capas de cizallamiento libre turbulento y propuso un nuevo diseño de ala para aviones turbohélice. 
Fue el miembro con más años de servicio en la Comisión Espacial de la India, un organismo de formulación de políticas para la exploración espacial en la India. Renunció a este cargo en febrero de 2012, en protesta por la inclusión en la lista negra de tres ex tecnócratas de ISRO, incluido G. Madhavan Nair, expresidente de ISRO, por su papel percibido en un controvertido acuerdo entre la entidad comercial de ISRO, Antrix y Devas Multimedia.

## Honores
Narasimha fue miembro honorario de la Academia Estadounidense de Artes y Ciencias, y miembro de la Royal Society de Londres, y también del Instituto Estadounidense de Aeronáutica y Astronáutica. Fue un alumno distinguido de Caltech y el IISc. También fue asociado extranjero de la Academia Nacional de Ingeniería y la Academia Nacional de Ciencias de los Estados Unidos.
- 1975 – Premio SS Bhatnagar[35][16]
- 1987 – Padma Bhushan, el tercer premio civil más importante de la India.[36]
- 1990 – Premio Gujarmal Modi[35]
- 1998 – Medalla S. Ramanujan, Congreso de Ciencias de la India[35]
- 2000 – Premio de dinámica de fluidos, Instituto Americano de Aeronáutica y Astronáutica[35]
- 2008 – Premio de Ciencias de Trieste, Academia Mundial de Ciencias[35][37]
- 2009 – Premio a la Trayectoria, Congreso de Ciencia y Tecnología, Universidad de Gulbarga[38]
- 2013 – Padma Vibhushan, el segundo premio civil más importante de la India[39][40]
- 2019 – Premio Lifetime Achievement Award for Mentoring in Science, Nature Magazine[41][42]

## Vida personal
Narasimha murió el 14 de diciembre de 2020 cuando tenía 87 años de una hemorragia cerebral en el MS Ramaiah Memorial Hospital de Bangalore. Le sobrevivieron su esposa y su hija.

## Obras
- Narasimha, Roddam (1961). Orifice Flow at High Knudsen Numbers (en inglés). Guggenheim Aeronautical Laboratory.
- Narasimha, Roddam (1962). Collisionless Expansion of Gases Into Vacuum (en inglés). Guggenheim Aeronautical Laboratory.
- Narasimha, Roddam; Ojha, S. K. (1967). Effect of Longitudinal Surface Curvature on Boundary Layers (en inglés).
- Narasimha, Roddam; Srinivasan, J.; Biswas, S. K. (2003). The Dynamics of Technology: Creation and Diffusion of Skills and Knowledge (en inglés). SAGE. ISBN 978-0-7619-9670-5.
- Kalam, APJ Abdul; Narasimha, Roddam; Dhawan, Satish (1988). Developments in Fluid Mechanics and Space Technology: Asian Congress of Fluid Mechanics (en inglés).